# Залениекская волость
Залениекская волость (латыш. Zaļenieku pagasts) — одна из семнадцати территориальных единиц Елгавского края Латвии. Находится на западе края. Граничит с Глудской, Лиелплатонской, Вилцской и Светской волостями своего края, Кримунской, Терветской и Аугсткалнской волостями Добельского края.
Крупнейшими населёнными пунктами волости являются: Залениеки (волостной центр), Спурги, Узини и Абгунсте.
По территории волости протекают реки: Ауце, Дорупите, Эглоне, Свете, Тервете.

## История
До 1919 года на территории нынешней Залениекской волости находились земли поместья Грюнгоф. В 1935 году Залениекская волость Елгавского уезда имела площадь 114.9 км² с населением 2565 жителей. В 1945 году в состав волости входили Абгунский, Дегский и Залениекский сельские советы. После отмены в 1949 году волостного деления Залениекский сельсовет поочерёдно входил в состав Элейского (1949—1956), Елгавского (1956—1962, 1967—1990) и Добельского (1962—1967) районов.
В 1956 году колхоз им. Райниса Залениекского сельского совета был присоединён к Абгунскому сельсовету. В 1962 году ликвидированный Абгунский сельсовет был включён в состав Залениекского сельсовета. В 1965 году была присоединена часть территории ликвидированного Дегского сельсовета. В 1967 году колхоз им. Ленина присоединён к Битскому сельсовету. В 1974 году присоединена часть территории колхоза «Залениеки» Глудского сельсовета. Отчуждены в пользу Аусмского сельсовета часть территории колхоза «Павасарис» и колхоз «Страуме» в пользу Светского сельсовета.
В 1990 году Залениекский сельсовет был реорганизован в волость. В 2009 году, по окончании латвийской административно-территориальной реформы, Залениекая волость вошла в состав созданного Елгавского края.

## Известные люди
- Аспазия (настоящее имя Элза Плиекшане, 1868—1943) — латвийская поэтесса и драматург, жена Я. Райниса.